# Сан Силвестро (Авелино)
Сан Силвестро је насеље у Италији у округу Авелино, региону Кампанија.
Према процени из 2011. у насељу је живело 32 становника. Насеље се налази на надморској висини од 529 м.